# Zauber Sámuel
Zauber Sámuel (Temesvár, 1901. január 1. – Jeruzsálem, 1986. június 10.) zsidó származású román válogatott labdarúgókapus.

## Pályafutása
A román válogatott tagjaként részt vett az 1930-as világbajnokságon.

## Statisztika

### Mérkőzései a román válogatottban
| Románia | Románia             | Románia  | Románia     | Románia  | Románia  | Románia     | Románia | Románia |
| #       | Dátum               | Helyszín | Hazai       | Eredmény | Vendég   | Kiírás      | Gólok   | Esemény |
| ------- | ------------------- | -------- | ----------- | -------- | -------- | ----------- | ------- | ------- |
| 1.      | 1931. június 28.    | Zágráb   | Jugoszlávia | 2 – 4    | Románia  | Balkán-kupa | -       |         |
| 2.      | 1931. augusztus 26. | Kaunas   | Litvánia    | 2 – 4    | Románia  | barátságos  | -       |         |
| 3.      | 1931. november 29.  | Athén    | Görögország | 2 – 4    | Románia  | Balkán-kupa | -       |         |
|         | Összesen            |          |             | 3        | mérkőzés |             | 0       | gól     |